# 巴拉瓜里
巴拉瓜里位于巴拉圭南部，是巴拉瓜里省的首府。

## 地名
巴拉瓜里(Paraguarí)被稱為“民族獨立的搖籃”在1811年1月13日，巴拉圭人富爾亨西奧·耶格羅斯，Gamarra和Cabañas與他們的部隊一起擊敗了阿根廷軍隊，由曼努埃爾·貝爾格拉諾將軍在巴拉瓜戰役中擊敗塞羅·姆貝（CerroMbaé）中命名。

## 地理
巴拉瓜里距離亞松森約66公里，北部與阿爾托斯山脈接壤，南部有寬闊的熱帶稀樹草原。周圍環繞著聖托馬斯山。

## 氣象
平均氣溫攝氏21度，夏季最高攝氏39度，冬季最低攝氏2度。

## 人口
在2002年人口普查中，其中男性11,053人，女性11101人。市區人口为8,307人，農村地區人口為13,847人。

## 外部連結
- Secretaria Nacional de Turismo （页面存档备份，存于）
- Dirección General de Encuestas, Estadísticas y Censos （页面存档备份，存于）
- Departamento de Paraguarí
- ABC Color, Así es nuestro país
- Asociación Biblioteca Virtual del Paraguay